# Бартоломео Венето
Бартоломео Венето (італ. Bartolomeo Veneto; до 1503 — після 1530) — італійський художник доби Високого Відродження.

## Біографія

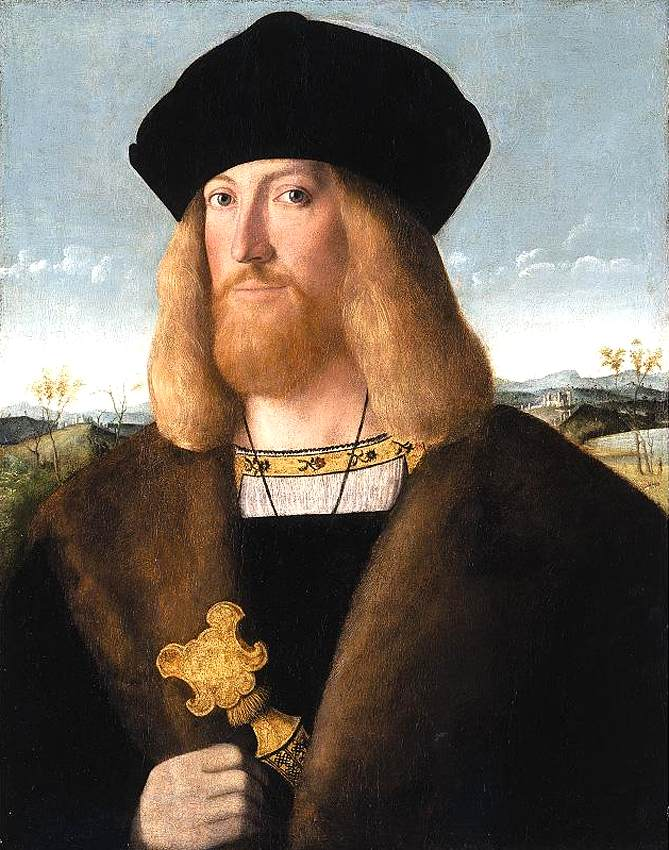
«Портрет невідомого бороданя». 1508—1510 роки. Олія, темпера на дереві

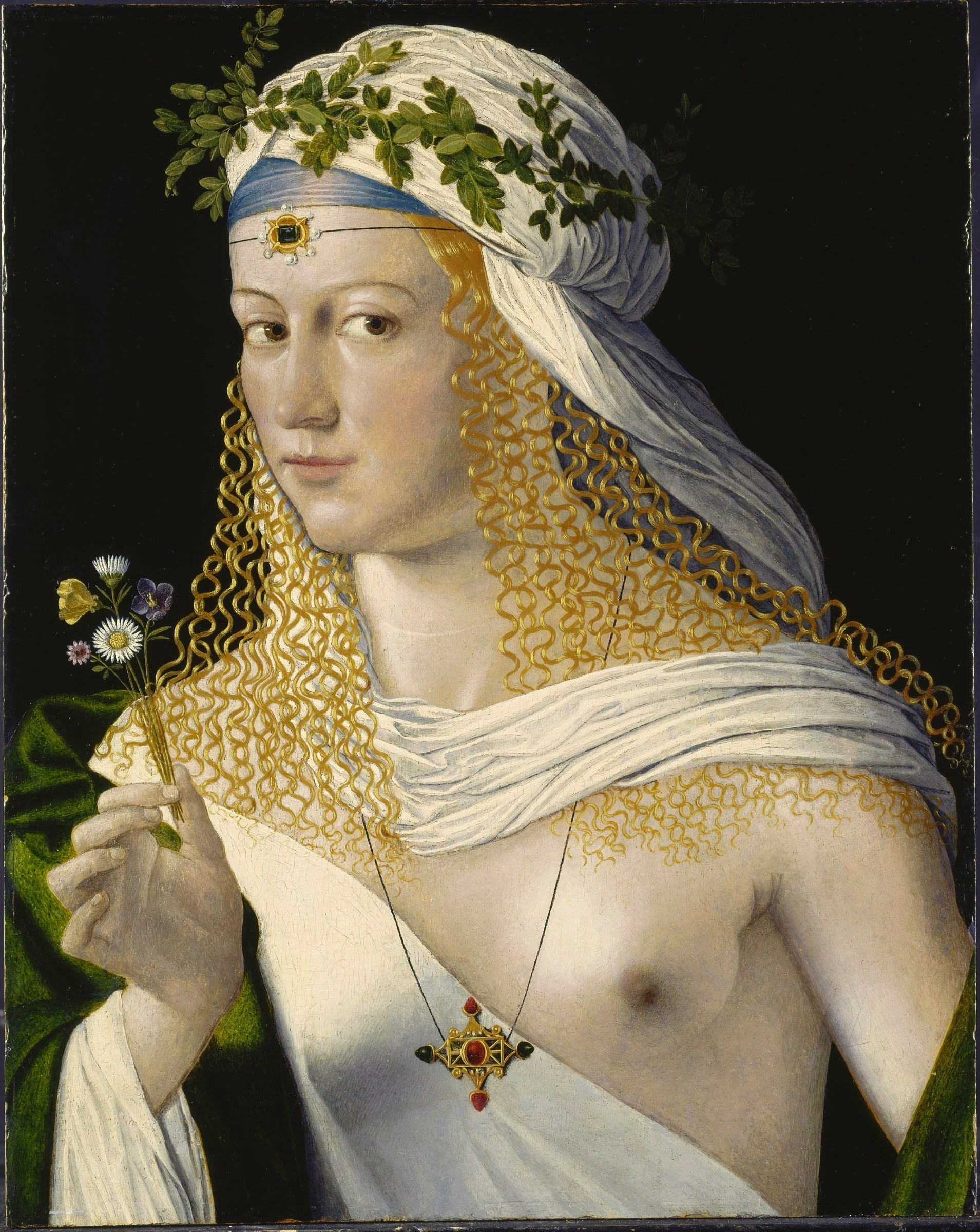
Флора. Приблизно 1520 рік. Олія, темпера

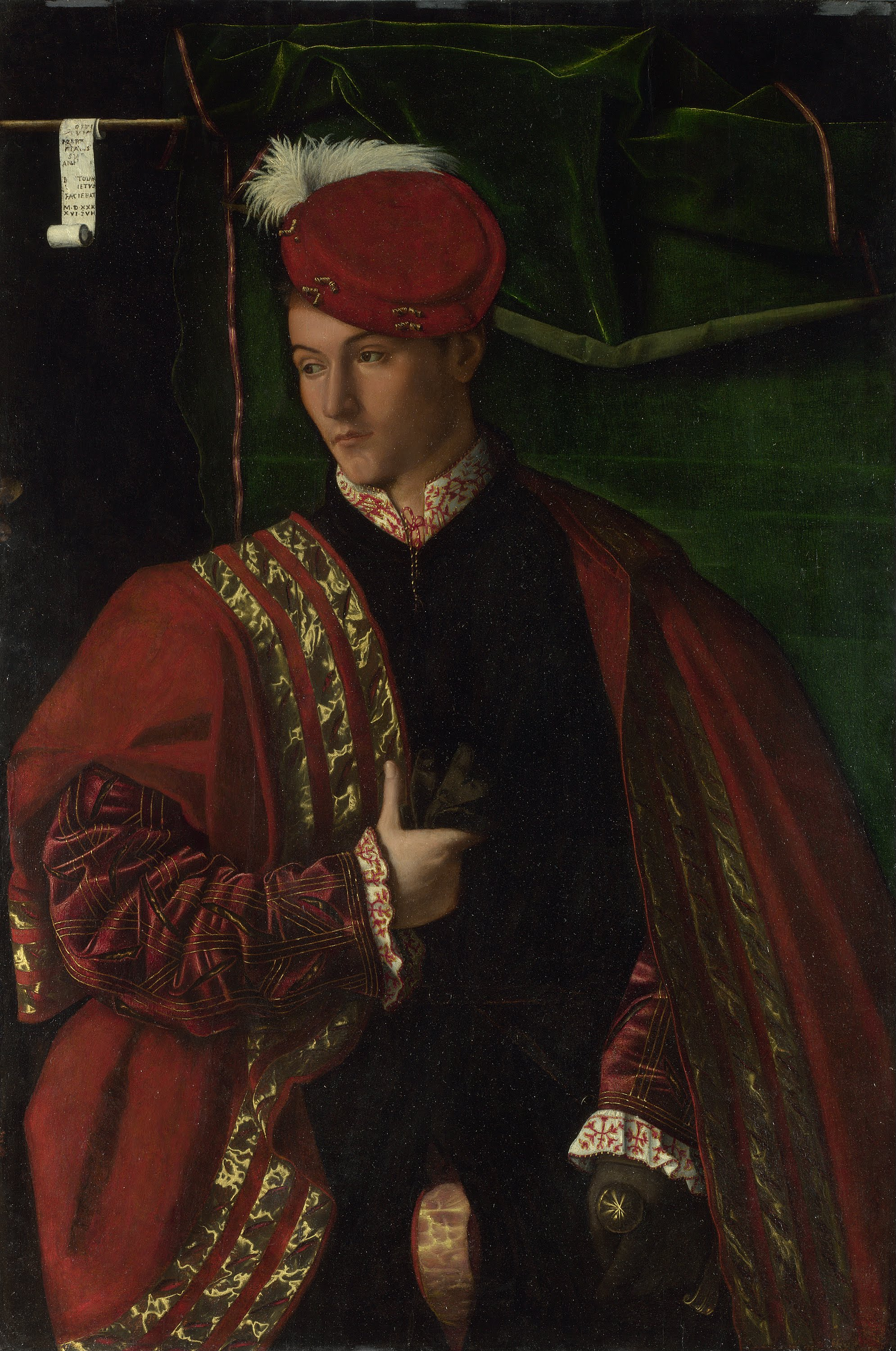
«Лодовіко Мартіненго». 1546 рік. Олія. Дерево

Про молоді роки Бартоломео Венето відсутні згадки. Перша документальна згадка походить з підпису від 9 квітня 1502 року на образі «Марія з дитиною» (Колекція  Donà delle Rose, Венеція), де він себе назвав «Барталомео, на половину венецієць, на половину кремонець». Припускають, що він народився біля Кремони чи Бергамо, де навчався портретного живопису, працював переважно у Венеції, містах Ломбардії.
На початковому етапі перебував під впливом праць на релігійну тематику венеційської школи Джованні Белліні. На образі Мадонни 1509 року його понищений часом підпис читають так, що він підписався учнем Джентіле Белліні. У тодішній період його творчості простежується вплив Антонелло да Мессіна, зокрема, у використанні олійного живопису, то ж не дивно, що незабаром він починає переймати стиль північних майстрів — Альбрехта Дюрера, Луки Лейденського з чітким написанням контурів.
Згодом після перебування у Феррарі, Мілані його стиль став більш м'яким, заокругленим, очевидно, під впливом праць Леонардо да Вінчі та Інших художників, що там працювали.
Бартоломео Венето користувався славою гарного портретиста. Від уклав договір 1516 року з конвентом Святого Антонія біля 
Феррари намалювати портрет San Contardo d'Este (втрачений), згодом портрет фундаторки монастиря Беати Беатриче д'Есте. У пізніх роботах проглядаються впливи венеційської школи Джорджоне, Тіціана, Лоренцо Лотто, експерименти з світлотінню, що привело його до застосування стилістики брешського стилю Моретто да Брешиа, Джованні Савольдо. Можливо, Бартоломео Венето помер у Турині, але немає однозначності, що у збереженому документі йдеться саме про нього.
З сорока написаних на дереві картин, приписуваних Бартоломео Венето, лише 9 мають його підпис. Інтерес до його творчості відродився у 2-й половині XIX століття, коли Лувр придбав його 4 роботи (1871 рік). Не згас інтерес до його праць і донині.
Його твори представлені у збірках Академії Каррара з Бергамо, римського Палаццо Барберіні, Дрезденській картинній галереї, Художній галереї Келвінгроув у Глазго, Штедель у Франкфурті-на-Майні, Музеї красних мистецтв у Німі, міланській Національній пінакотеці Брера, Національній галереї Канади в Оттаві, лондонській Національній галереї, х'юстонському Музеї образотворчих мистецтв, приватних збірках.